# Oxymonacanthus
Oxymonacanthus là một chi cá biển của họ Cá bò giấy. Chi này được lập bởi Pieter Bleeker vào năm 1865.

## Từ nguyên
Tên chi được ghép bởi oxús (ὀξύς), trong tiếng Hy Lạp cổ đại nghĩa là "sắc nhọn", và Monacanthus, một chi cá bò giấy khác, hàm ý đề cập đến phần mõm nhọn của O. longirostris (ban đầu được đặt trong Monacanthus).

## Các loài
Có 2 loài được công nhận trong chi này, bao gồm:
- Oxymonacanthus halli N. B. Marshall, 1952
- Oxymonacanthus longirostris Bloch & Schneider, 1801

## Tình trạng bảo tồn
Cả hai loài Oxymonacanthus đều được xếp vào nhóm Loài sắp nguy cấp theo IUCN do phụ thuộc hoàn toàn vào san hô Acropora, một loài san hô đang dần biến mất do bị tẩy trắng trên khắp thế giới.

## Sinh thái
Cả hai loài đều chỉ ăn polyp san hô các loài Acropora. O. longirostris có thể chuyển chế độ ăn sang san hô Pocillopora. Cả hai được ghi nhận là có thể ngụy trang trên các nhánh san hô Acropora dựa vào hoa văn của chúng.